# Outsourced
Outsourced es una película de comedia romántica, dirigida por John Jeffcoat, lanzada en 2006.

## Sinopsis
Después de que su departamento entero se externaliza, un vendedor de productos (Hamilton) se dirige a la India para entrenar a su reemplazo.

## Elenco
- Josh Hamilton
- Ayesha Dharker
- Asif Basra
- Arjun Mathur
- Siddarth Jadhav